# كورتيس د. سامرز
كورتيس د. سامرز (بالإنجليزية: Curtis D. Summers)‏ هو مهندس أمريكي، ولد في 17 سبتمبر 1929 في أبيلين في الولايات المتحدة، وتوفي في 11 مايو 1992 في مونتغومري في الولايات المتحدة.